# Komacu Szakjó
Komacu Szakjó (japánul: 小松 左京, Hepburn-átírással: Komatsu Sakyō) (Oszaka, 1931. január 28. – Oszaka, 2011. július 26.) japán sci-fi-szerző és forgatókönyvíró. Japán egyik leginkább ismert és nagyra becsült sci-fi-írója.

## Élete
Oszakában született, és a Kiotói Egyetemen diplomázott, ahol olasz irodalmat tanult. Miután lediplomázott, különféle munkákban, többek közt, mint újságíró, és mint stand-up comedy darabok írójaként tevékenykedett.

### Munkássága
Írói pályája az 1960-as években kezdődött. Abe Kóbót és az olasz klasszikusokat olvasva az az érzése támadt, hogy a modern és a science-fiction irodalom ugyanaz.
1961-ben jelentkezett a Hayakawa SF Magazin Első Science-fiction Versenyére, a "Peace on Earth"című rövid elbeszélésével, mely arról szólt, hogy 1945 után nem fejeződött be a második világháború, és egy fiatal férfi próbálja Japánt megvédeni a szövetséges hatalmak inváziója ellen. Komacu elismerést és 5000 jent kapott ezért a művéért.
A következő évben ismét megnyerte ugyanezt a versenyt, a "Memoirs of an Eccentric Time Traveller" című történetével. Első novellája, The Japanese Apache, két évvel később jelent meg és 50 000 példányban kelt el.
In the West he is best known for the novels Japan Sinks (1973) and Sayonara Jupiter (1982). Both were adapted to film, Tidal Wave (1973) and Bye Bye Jupiter (1984). The story "The Savage Mouth" was translated by Judith Merril and has been anthologized.
Komacu apokaliptikus víziója, a Sárkány Halála, miszerint Japán eltűnik a Föld színéről, a Hirosimát és Nagaszakit sújtó atompusztítás okozta „földrajzi feszültség” váltotta ki. Ez inspirálta arra, hogy továbbgondolja, mi történhetett volna, ha a nacionalista Japán elveszíti területét. Ezzel előrevetítette a 2011-es tóhokui földrengés és szökőár esetét, mely a március 11-ei atomerőmű-katasztrófát idézte elő. Arra volt kíváncsi, Japán hogyan fejlődött volna egy ilyen szerencsétlenség után.
Komacu részt vett az 1970-es oszakai világkiállítás megszervezésében. 1984-ben mint szakmai tanácsadó segédkezett egy élő koncerten Ausztriában (Linz), Tomita Iszao elektronikus zeneszerzőnek. 1985-ben megnyerte a Japán SF Fődíját. A 2007-es, Jokohamában megrendezett 65-ik Világ Science Fiction Találkozón egyike volt a két Japán Büszkesége Vendég Szerzőnek. Ez volt az első Világtalálkozó Ázsiában.
Hosi Sinicsi és Cucui Jaszutaka mellett Komacu a Japán sci-fi mestereként vívott ki elismerést.

### Halála
Nyolcvanéves korában, tüdőgyulladásban halt meg 2011. július 26-án, Ószakában. Öt nappal a halála előtt, a negyedévenként kiadott Komacu Szakjó Magazin, a 2011-es cunamiról vélt gondolatait közlő példányt adott ki. Ebben kifejezi, hogy reméli, országa tovább tud fejlődni e katasztrófa után is. „Korábban úgy gondoltam, hogy nem érdekel, ha bármelyik nap meghalok… de most úgy érzem, jó lenne egy kicsit tovább élni, és látni, hogyan lép ezután tovább Japán.” – írta.

## Művei

### Magyarul
- A holnap elrablói (Kossuth Kiadó, Budapest, 1971, oroszból fordította: Török Piroska, utószó Kuczka Péter, illusztrálta: Szecskó Tamás, Fantasztikus sorozat)
- A sárkány halála I-II. (Kozmosz Fantasztikus Könyvek, Budapest, 1985, oroszból fordította: Sárközy Gyula) ISBN 9632116739

### Angol nyelven
Regényei
- Japan Sinks
- Virus: The Day of Resurrection (Viz Media, 2012)

Novellái
- "The Savage Mouth"
  - The Best Japanese Science Fiction Stories, Dembner Books, 1989 / Barricade Books, 1997
  - Speculative Japan, Kurodahan Press, 2007[14]
- "Take Your Choice" (The Best Japanese Science Fiction Stories, Dembner Books, 1989 / Barricade Books, 1997)
- "The Kudan's Mother" (Kaiki: Uncanny Tales from Japan, Volume 2: Country Delights, Kurodahan Press, 2010)[15]

### Manga
- Maboroshi no Komatsu Sakyō Mori Minoru Manga Zenshū (2002)

### Teljes gyűjtemény
Műveinek teljes gyűjteményét a Jószai Nemzetközi Egyetem Suppankai publikálta on-demand-print formátumban.

## Adaptációk

### Filmek
- Nihon Chinbotsu (1973)
- ESPY (1974)
- Virus (1980)
- Sayonara Jupiter (1984)
- Shuto shōshitsu (Tokyo Vanished) (1987)
- Nihon Chinbotsu (2006)

### Televíziós feldolgozások
- Uchūjin Pipi (1965, NHK)
- Kūchūtoshi 008 (1969, NHK) —Science Fiction Marionette Drama
- Saru no gundan (1974, TBS) —Science Fiction Tokusatsu Drama
- Nihon Chinbotsu (1974, TBS) —Television Version of Film
- Komatsu sakyō anime gekijō (Sakyo Komatsu's Animation Theater) (1989)